# Other Voices
Other Voices je sedmi studijski album skupine The Doors, izdan pri Elektra Records 18. oktobra 1971. To je bil prvi posmrtni album skupine, ki je bil izdan po smrti pevca Jima Morrisona. Glavni vokal sta prispevala Ray Manzarek in Robby Krieger. Pesmi za album so bile pripravljene že pred Jimovo smrtjo, zato je skupina upala, da jih bo Jim dokončal po prihodu iz Pariza.

## Seznam skladb
1. "In The Eye of The Sun" (4:48)
2. "Variety Is The Spice of Life" (2:50)
3. "Ships with Sails" (7:38)
4. "Tightrope Ride" (4:15)
5. "Down on The Farm" (4:15)
6. "I'm Horny, I'm Stoned" (3:55)
7. "Wandering Musician" (6:25)
8. "Hang On to Your Life" (5:36)

## Zasedba
- Ray Manzarek – vokal, klavir
- Robby Krieger – vokal, kitara
- John Densmore – bobni